# Cayo Sucio
Cayo Sucio är en ö i Mexiko. Den ligger på östkusten av delstaten Quintana Roo, i den östra delen av landet, och tillhör kommunen Isla Mujeres. Arean är 0,15 kvadratkilometer.